# Philipp Jakob Cretzschmar
Philipp Jakob Cretzschmar (Sulzbach (Hesse), 11 de junho de 1786 – 4 de maio de 1845) foi um médico e cientista natural alemão.

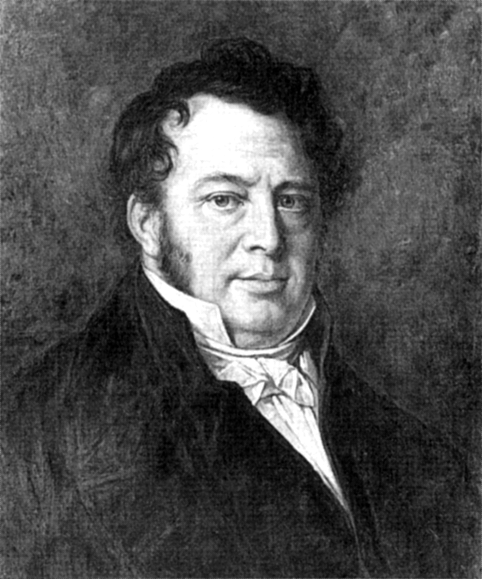
Philipp Jacob Cretzschmar

Cretzschmar nasceu em Sulzbach e estudou medicina na Universidade de Würzburgo. Lecionou anatomia e zoologia no Instituto Médico Senckenberg de Frankfurt.
Cretzschmar foi o fundador e segundo diretor do Museu de História Natural Senckenberg em 1817. Um dos membros fundadores da sociedade foi Eduard Rüppell, e ambos colaboraram na publicação dos resultados das explorações de Rüppell na África. O Atlas zu der Reise im nördlichen Afrika ("Atlas das Viagens de Rüppell no Norte da África"; 1826-28)  incluiu uma seção ornitológica de Cretzschmar descrevendo cerca de trinta novas espécies, incluindo o papagaio-de-meyer, a Neotis nuba, a garça-real,  Scotocerca inquieta e Emberiza caesia. No campo da mamologia, ele é o autor binomial do Órix-de cimitarra e da Gazela-de-sömmerring.

O "Medalha Cretzschmar" é um prêmio oferecido pela Fundação Senckenberg por trabalhos de destaque em ciências naturais.